# 硒化合物
硒化合物是含有硒（Se）元素的化合物，在这些化合物中，硒有着多种氧化态，最常见的是−2、+4和+6。硒化合物在自然界中以各种矿物的形式存在，如硒铅矿、硒铋矿、硒汞矿、硒铊铜银矿等，也可以和黄铁矿、黄铜矿等硫化物矿物共生。对很多哺乳动物来说，硒化合物是必不可少的，如硒甲硫氨酸和硒半胱氨酸是人体内存在的含硒氨基酸，硒甲硫氨酸参与硒蛋白的合成，
而硒半胱氨酸的还原电位和pKa（5.47）比半胱氨酸要低，使一些蛋白具有抗氧化活性。硒化合物在半导体材料、玻璃及陶瓷工业、医药、冶金等领域有着重要应用。

## 硒和氧族元素的化合物

### 硒的氧化物、含氧酸及其盐

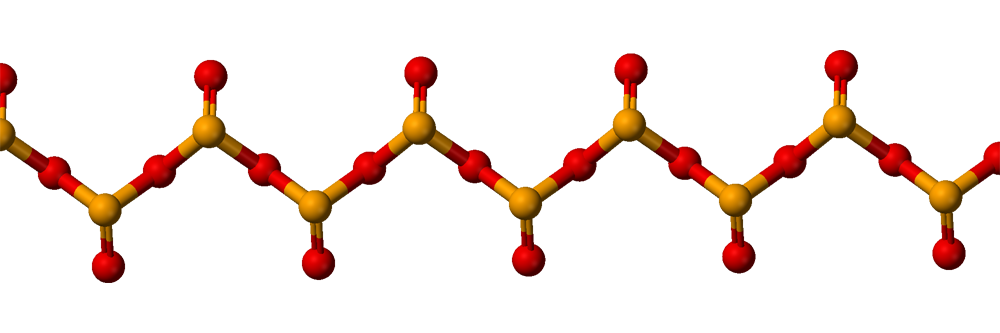
固态二氧化硒的结构

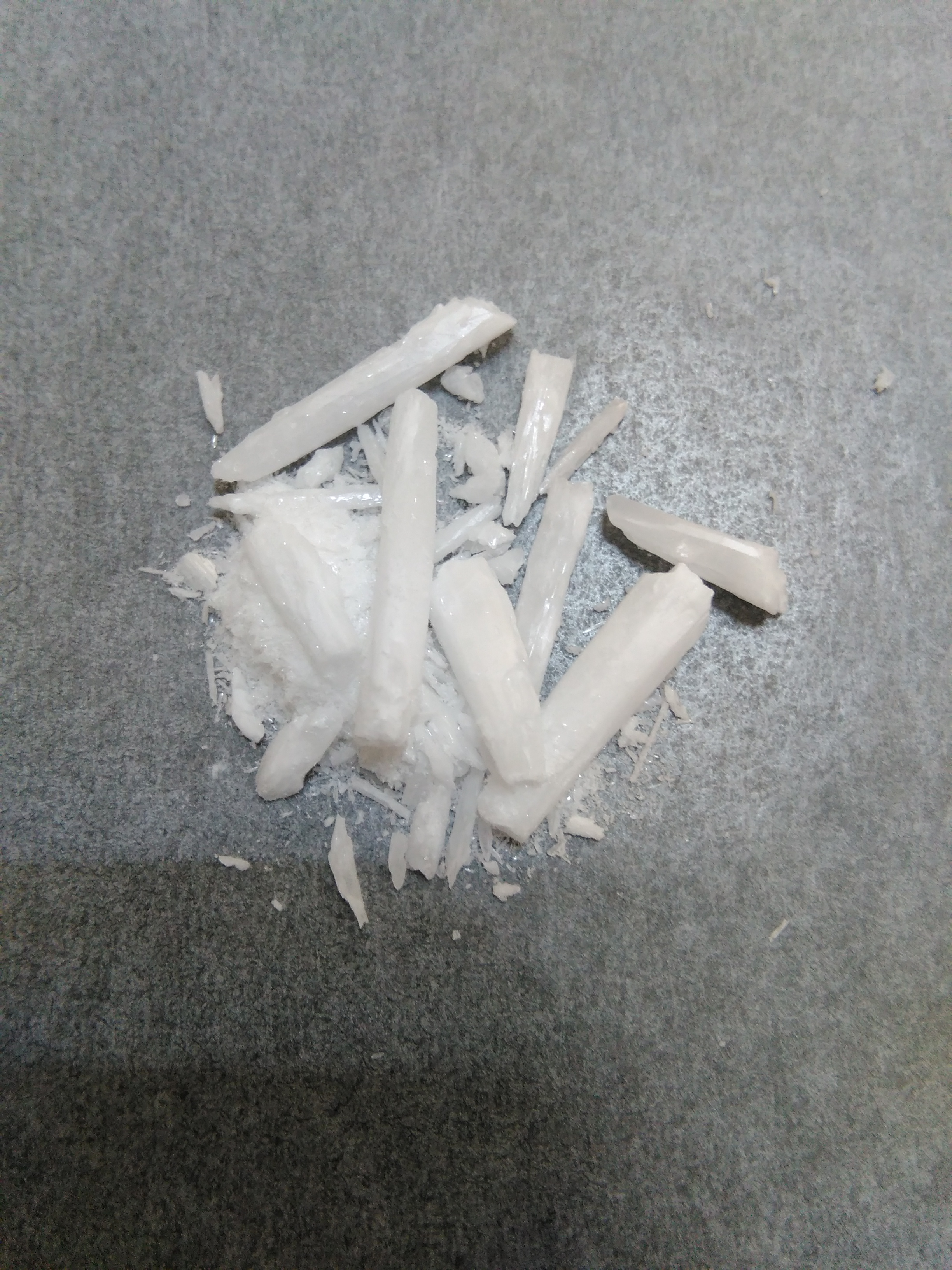
二氧化硒固体

硒可以形成多种氧化物，最常见的是二氧化硒（SeO2），它在固态时是链状的多聚结构，Se-O键不在一个平面上，它在气态解离为单体，只有1%以二聚体的形式存在。它是酸性氧化物，具有中强氧化性，可以被羟胺、二氧化硫等还原剂还原为单质硒；它有较弱的还原性，只能被强氧化剂（如过氧化氢）氧化。三氧化硒（SeO3）是硒的另一种氧化物，在热力学上不稳定，于185 °C分解为二氧化硒。三氧化硒在固态最稳定的形式是四聚体，其酸性和氧化性都比二氧化硒强。这种吸湿性的固体可由硒酸钾和三氧化硫反应得到。作为典型的路易斯酸，可以和吡啶、三甲胺等路易斯碱形成加合物。它和氟磺酸加热反应，得到二氟二氧化硒（SeO2F2）等物质，和碱金属氟化物反应，得到氟硒酸盐：
SeO3 + 2 HSO3F → SeO2F2 + H2S2O7
SeO3 + MF → MSeO3F
五氧化二硒（Se2O5）是由SeIV和SeVI构成的混合价态氧化物，可由二氧化硒和三氧化硒在无水硒酸中反应得到，或由三氧化硒的热分解制得。其结构包含[Se(O)-O-Se(O)2-O]n链，为单斜晶系的晶体，空间群P21/c。它在224±1 °C熔化并分解，或者在高真空下于145 °C升华。另一种硒的混合价态氧化物是七氧化三硒（Se3O7），它具有环状结构，其中一个硒原子为+6价，另外两个硒原子为+4价。它可由三氧化硒和硝基甲烷反应，生成Se3O7·CH3NO2沉淀在真空中脱去溶剂得到。
二氧化硒在水溶液中结晶，可以得到亚硒酸（H2SeO3）。亚硒酸是一种二元酸，在水溶液中可以解离出HSeO3−和SeO32−；当其水溶液浓缩至4 mol/L以上时，会发生二聚作用：
2 H2SeO3 ⇌ H2Se2O5 + H2O
亚硒酸可以形成多种类型的含氧酸盐，亚硒酸和碱金属的氢氧化物或碳酸盐按不同化学计量比反应，可以得到正盐或酸式盐，它们都易溶于水。过渡金属的亚硒酸盐难溶于水，可以由复分解反应制得。
硒酸（H2SeO4）是一种强酸，可由二氧化硒在过氧化氢溶液中回流，或者用氯气在水中氧化亚硒酸银制得。它可以被硫化氢、二氧化硫等还原剂还原。硒酸盐的性质和硫酸盐在结构、溶解度等方面十分相似，而热稳定性较差。它可由和相应硫酸盐类似的方法来制备，但需要注意到硒酸具有的氧化性，如硫化亚铁和稀硒酸反应，生成硒酸亚铁和硫化氢，产物硫化氢会和反应物硒酸进一步反应，将其还原为硒，而自身氧化为硫。此外，从硒酸亚铁溶液中析出的七水合物也不稳定。它可以依靠和碱金属硫酸盐形成复盐来增强其稳定性。金和硒酸反应，生成混合价态硒的含氧酸盐Au2(SeO3)2(SeO4)，这种橙黄色的晶体加热至370 °C分解为单质金。而钯和硒酸的反应会生成红色的亚硒酸钯（PdSeO3），根据反应条件的不同也会有PdSe2O5和PdSeO4生成。
硒的含氧酸盐除了常规的硫含氧酸盐类似物外，还有四价硒的Li4(SeO5)、Na12(SeO4)3(SeO6)，以及六价硒的Na3[H(HSeO4)2](HSeO4)2、Cs(HSeO4)(H2SeO4)等。

### 硒的硫化物、硫代硒酸盐和硒代酸盐
硒和硫化合可以得到硒的硫化物，如具有环状结构的Se3S5等。
亚硫酸盐和硒在水中回流可以得到硒代硫酸盐；硫和亚硒酸盐在水中回流可以得到硫代硒酸盐，但反应中硫代硒酸盐会逐渐转化为异构的硒代硫酸盐。这两种取代酸盐的性质和硫代硫酸盐类似，酸化时析出硫或硒；被碘氧化时，生成二硒代连四硫酸盐：
2 SeSO32− + I2 → Se2S2O62− + 2 I−
硒代金属酸盐可以硒化氢或其它硒化物为原料进行反应得到，如将三氧化钼溶解在浓氨水中，通入硒化氢，溶液逐渐变黄，然后变红，之后析出黑色的四硒代钼酸铵（(NH4)2MoSe4）晶体，这种化合物对氧很不稳定。四硒代钒酸盐（VSe43−）也可由类似的方法制得。三硒化钾（K2Se3）和金属羰基化合物的反应也有报道：
2 Se32− + W(CO)6 → WSe42− + Se22− + 6 CO
多硒阴离子也可以作为形成配阴离子，这些配合物有多种制备方法：
ZnCl2 + 2 Na2Se4 + 2 Ph4PCl —DMF→ [Ph4P]2[Zn(Se4)2] + 4 NaCl
2 FeCl2 + 12 Se + 6 Na  —DMF→ Na2[Fe2Se2(Se5)2] + 4 NaCl

## 硒和卤族元素的化合物
硒和卤族元素可以形成多种化合物。一价硒的氯化物和溴化物可由单质化合得到：
2 Se + X2 → Se2X2 （X=Cl, Br）
Se2Cl2是棕红色的液体，其分子结构和H2O2类似。它是较弱的路易斯碱，可以和三氯化硼、五氯化锑等形成加合物，如离子性的Se2Cl+BCl4−和Se2Cl+SbCl6−。
硒粉和磺酰氯在室温反应可以制得二氯化硒，它可以在四氢呋喃中被三甲基溴硅烷转化为二溴化硒：
Se + SO2Cl2 → SeCl2 + SO2
SeCl2 + 2 (CH3)3SiBr → SeBr2 + 2 (CH3)3SiCl
四氟化硒在室温下是一种发烟液体，化学性质活泼，遇水可以水解，生成亚硒酸和氢氟酸。这种氟化物可以和玻璃反应，有水存在时反应加速。它和二氧化碲反应得到二氟氧化硒（SeOF2）和四氟化碲（TeF4）。四氯化硒可由硒单质或二氧化硒和氯化剂反应得到，易水解，和氨气反应被还原为单质，而和液氨反应则生成四氮化四硒。硒(IV)的混合卤化物如SeCl2Br2、SeClBr3等也是已知的。
已知的六价硒的卤化物都是含氟物种，六氟化硒（SeF6）是无色气体，低温时为白色固体，化学活性是其它卤化硒中最小的，但略比六氟化硫（SF6）活泼，它在加热下可以氧化碱金属氯化物和溴化物，和碘化物室温时即可反应。五氟氯化硒（SeF5Cl）由五氟合硒(IV)酸铯（CsSeF5）和ClSO3F反应得到，在室温时为气体，性质比五氟氯化硫（SF5Cl）活泼。
硒能够形成一系列的卤氧化物，二氟氧化硒（SeOF2）可由二氯氧化硒和氟化银于140-200 °C反应得到，它是无色的液体。其液体和蒸气都可以迅速和玻璃反应，生成四氟化硅并沉积出白色的二氧化硒。它也能和红磷剧烈反应。氟化氢气体和二氧化硒反应，只能得到近似组成为SeO2·5HF的液体。二氯氧化硒的制备相对容易，二氧化硒和四氯化硒或氯化钠共热，都能得到产物：
SeCl4 + SeO2 → 2 SeOCl2
2 SeO2 + 2 NaCl → SeOCl2 + Na2SeO3
它和金属铜反应，部分被还原；和氨气反应会析出硒，而与液氨的作用只会产生加合物：
4 SeOCl2 + 3 Cu → 2 SeO2 + 3 CuCl2 + Se2Cl2
6 SeOCl2 + 16 NH3 → 3 SeO2 + 3 Se + 12 NH4Cl + 2 N2
SeOCl2 + 4 NH3(l) → SeOCl2·4NH3
它和磺酰氯（SO2Cl2）反应，得到SeSO3Cl4，为无色晶体，遇水分解。

## 硒化物
硒和氢在500 °C反应，可以得到硒化氢（H2Se），该反应是可逆的，产率约为60%。它的更高产率的制备方法是通过金属硒化物的水解，如：
Al2Se3 + 6 H2O → 2Al(OH)3 + 3H2Se↑
ZnSe + H2SO4 → ZnSO4 + H2Se↑
硒化氢是恶臭且剧毒的气体，对热不稳定，约160 °C便开始分解。它可以在空气中燃烧，产生蓝色火焰。
金属硒化物大多数情况下可以由相应的单质在惰性气氛中直接化合得到。对碱金属硒化物来说，还可以使碱金属和硒在液氨中反应来生成，当硒过量时，可以得到多硒化物M2Sen（n=2~6）。碱金属的硒化物可溶于水，并能从水溶液中结晶出水合物。碱金属硒化物的水溶液不稳定，易被空气中的氧氧化，而析出硒单质。
碱金属的多硒化物除了用相应的硒化物和硒反应得到，还可以通过锌在碱金属氢氧化物溶液中还原硒来制备，反应于80 °C在氮气保护下发生：
Zn + 2 Se + 2 NaOH → Na2Se2 + Zn(OH)2

## 其它无机硒化合物

### 硒和氮的化合物
四氯化硒和二(三甲基硅基)氨基硒（{[(CH3)3Si]2N}2Se）反应，可以得到四氮化四硒（Se4N4）。它是橙色吸湿性的晶体，具有爆炸性。若用二(三甲基硅基)氨基硫代替反应，可以得到Se2S2N4。硒和氮的另一种化合物是四叠氮化硒（Se(N3)4），它是不稳定的浅黄色固体，易爆。可由四氟化硒和叠氮化三甲基硅烷在二氯甲烷或液态二氧化硫中反应得到。其配阴离子（橙色的[Se(N3)5]−以及红色的[Se(N3)6]2−）可以和较大的阳离子（如Ph4P+）成盐。
亚硒酸二甲酯和硒酸二甲酯可以和氨反应，生成氨基亚硒酸或氨基硒酸：
SeO(OCH3)2 + 2 NH3 ⇌ SeO(NH2)2 + 2 CH3OH
SeO2(OCH3)2 + 2 NH3 → SeO2(NH2)2 + 2 CH3OH
氨基亚硒酸可以发生水解或醇解，生成亚硒酸及其酯；氨基硒酸也易水解，生成对热不稳定的氨基硒酸铵（NH4SeO3NH2）。

### 硒的拟卤化物及其衍生物

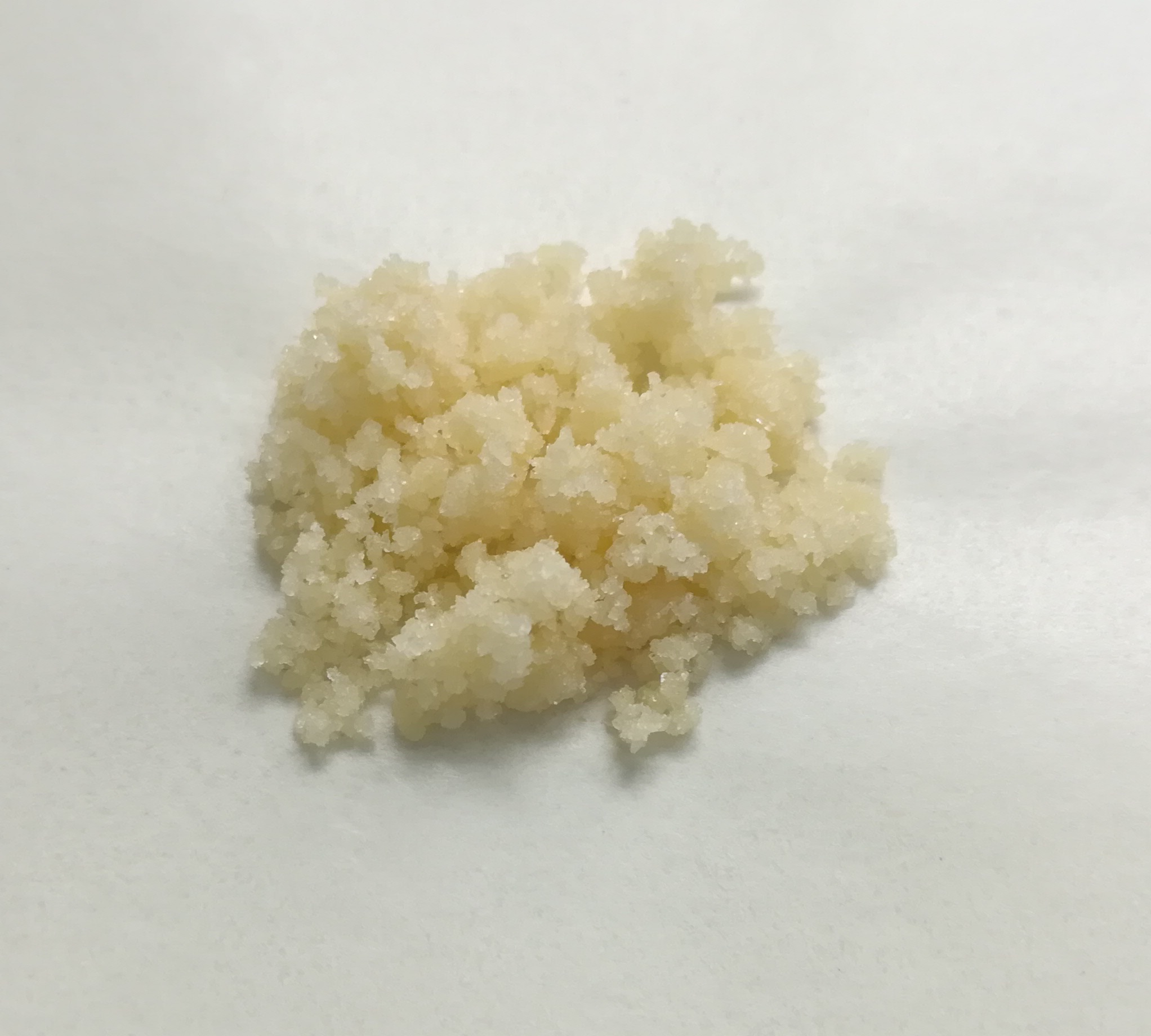
硒氰酸钾固体

二氰化二硒（Se2(CN)2）是一种黄色固体，由硒氰酸银和碘在氯仿等溶剂中反应得到。它可以发生水解：
2 AgSeCN + I2 → 2 AgI + (SeCN)2
2 Se2(CN)2 + 3 H2O → HCN + 3 HSeCN + H2SeO3
二氰化硒（Se(CN)2）是无色固体，可由二氰化二硒的歧化反应，或二溴化二硒和氰化银反应制得。
硫氰酸铵和二氧化硒在盐酸中反应，可以结晶出二硫氰酸硒（Se(SCN)2）；二硒氰酸硒（Se(SeCN)2）则由氯或溴氧化硒氰酸钾得到：
4 KSeCN + 2 Cl2 → Se(SeCN)2 + Se(CN)2 + 4 KCl
硒氰酸盐是具有SeCN−的一类化合物，最常见的是硒氰酸钾，可由硒和氰化钾，或者和亚铁氰酸钾反应得到：
Se + KCN → KSeCN
4 Se + K4[Fe(CN)6] → 4 KSeCN + FeC2 + N2↑
硒氰酸铵是针状晶体，溶于水吸热。三硒氰酸铯（Cs(SeCN)3）是红棕色的固体，在空气中稳定，但遇水分解。

### 硒阳离子化合物
亚硒酸和高氯酸反应，可以得到高氯酸三羟基硒（Se(OH)3ClO4），它是吸湿性的白色固体，在高氯酸中可以解离出[Se(OH)3]+和ClO4−。Se(NSO)2和四氟化碲在二氯甲烷中反应，可以得到同时含有硫、氮、硒以及碲的环状阳离子：
硒可以存在Seyx+型的阳离子，如硒和五氟化锑反应，得到含有黄色Se42+的Se4(Sb2F11)2的化合物；硒在焦硫酸中溶解，得到含有绿色Se82+的Se8(HS3O10)2的化合物。此外，褐色的Se102+和深褐色的Se162+离子也已得到。

## 有机硒化合物
1836年，二乙基硒醚（CH3CH2SeCH2CH3）成为了第一个分离出的有机硒化合物，此后，虽有有机硒化合物的研究，但直到20世纪70年代才成为有机化学领域的一个主流分支。
硒、硒氢化钠、硒氰酸钾等是制备有机硒化合物的起始试剂。如硒和有机锂试剂或格氏试剂反应，经酸化后可以制得硒醇或硒酚：
硒和氢化钠反应得到硒化钠及二硒化钠，再与卤代烃反应，得到硒醚或二硒醚；二硒醚经过还原剂（如硼氢化钠）还原，可以得到硒醇。

### 引用
1. ↑  无机化学丛书 第五卷. pp 295. 1.2 存在与分布.
2. ↑  Block, Eric; Birringer, Marc; Jiang, Weiqin; Nakahodo, Tsukasa; Thompson, Henry J.; Toscano, Paul J.; Uzar, Horst; Zhang, Xing; Zhu, Zongjian. . Journal of Agricultural and Food Chemistry. 2001, 49 (1): 458–470. ISSN 0021-8561. doi:10.1021/jf001097b.
3. ↑  Byun, Byung Jin; Kang, Young Kee. . Biopolymers. 2011, 95 (5): 345–353. ISSN 0006-3525. PMID 21213257. doi:10.1002/bip.21581.
4. ↑  无机化学丛书 第五卷. pp 295-297. 1.3 用途
5. 1 2  无机化学丛书 第五卷. pp 372. 3.7 氧化物
6. ↑  Wiberg, Egon; Wiberg, Nils; Holleman, Arnold Frederick (2001). Inorganic chemistry. San Diego: Academic Press. p. 583. ISBN 978-0-12-352651-9
7. ↑  Inorganic Chemistry. pp 456. Oxides of selenium and tellurium.
8. 1 2  Žák, Z. . Zeitschrift für anorganische und allgemeine Chemie. 1980, 460 (1): 81–85. ISSN 0044-2313. doi:10.1002/zaac.19804600108.
9. ↑   4. М.: Советская энциклопедия. Редкол.: Кнунянц И.Л. и др. 1995 （俄语）. ISBN 5-82270-092-4
10. ↑  Jerschkewitz, H.-G.; Menning, K. . Zeitschrift für anorganische und allgemeine Chemie. 1962, 319 (1-2): 82–93. ISSN 0044-2313. doi:10.1002/zaac.19623190111.
11. ↑  Toužín, J.; Kilián, P.; Žák, Z. . Zeitschrift für anorganische und allgemeine Chemie. 1996, 622 (9): 1617–1622. ISSN 0044-2313. doi:10.1002/zaac.19966220928.
12. ↑  Inorganic Chemistry. pp 462. Oxoacids of selenium and tellurium
13. 1 2 3 4  无机化学丛书 第五卷. pp 381. 3.8 氢氧化物、含氧酸及含氧酸盐
14. ↑  A Textbook of Inorganic Chemistry. pp 331-335. Selenic Acid, H2SeO4
15. ↑  A Textbook of Inorganic Chemistry. pp 337. Ferrous selenate.
16. 1 2  Handbook of Chalcogen Chemistry. pp 317-321. 6.5.1 Oxo-Chalcogenates(IV/VI) of s- and p-Block Elements
17. ↑  无机化学丛书 第五卷. pp 416-417. 3.9.1 硒和硫的互化物
18. ↑  无机化学丛书 第五卷. pp 407. 3. 硫代硒酸盐和硒代及碲代硫酸盐
19. ↑  Müller, A.; Krebs, B.; Diemann, E. . Angewandte Chemie International Edition in English. 1967, 6 (3): 257–258. ISSN 0570-0833. doi:10.1002/anie.196702571.
20. ↑  Müller, Achim; Diemann, Ekkehard. . Chemische Berichte. 1969, 102 (3): 945–956. ISSN 0009-2940. doi:10.1002/cber.19691020329.
21. ↑  O'Neal, Samuel.; Kolis, Joseph W. . Journal of the American Chemical Society. 1988, 110 (6): 1971–1973. ISSN 0002-7863. doi:10.1021/ja00214a055.
22. ↑  Handbook of Chalcogen Chemistry. pp 533. 9.2.3 Complexes of Polychalcogenide Ligands
23. 1 2 3 4  无机化学丛书 第五卷. pp 334. 3.4 卤化物
24. ↑  Inorganic Chemistry. pp 451. Halides of selenium and tellurium
25. ↑  A Textbook of Inorganic Chemistry. pp 315-320. Compounds of Selenium with the Halogens
26. 1 2 3  A Textbook of Inorganic Chemistry. pp 321. Selenium Oxyhalides
27. 1 2  无机化学丛书 第五卷. pp 330. 3.2 氢化物
28. ↑  无机化学丛书 第五卷. pp 333. 3.3 金属的硫属化物
29. ↑  Ping, Lue; Xunjun, Zhou. . Synthetic Communications. 1993, 23 (12): 1721–1725. ISSN 0039-7911. doi:10.1080/00397919308011270.
30. ↑  Inorganic Chemistry. pp 464. Tetraselenium tetranitride
31. ↑  Handbook of Chalcogen Chemistry. pp 197-198. 4.2.2 Binary Chalcogen Azides
32. 1 2  无机化学丛书 第五卷. pp 412. 3.8.6 含氧酸的氨基延伸物
33. 1 2 3  无机化学丛书 第五卷. pp 368. 3.6 拟卤化物
34. 1 2  A Textbook of Inorganic Chemistry. pp 346. Selenocyanic Acid and the Selenocyanates.
35. ↑  无机化学丛书 第五卷. pp 423-424. 卤酸盐和高卤酸盐
36. ↑  Handbook of Chalcogen Chemistry. pp 426-429. Chalcogen Fluorides
37. ↑  无机化学丛书 第五卷. pp 432-434. 3.17.1 硒的聚合阳离子化合物
38. ↑  Löwig, C. J. "Constitution of the organic compounds and comparison with the inorganics." Poggendorff’s Ann Phys 37 (1836): 552-561.
39. ↑  Liotta, Dennis. . Accounts of Chemical Research. 2002, 17 (1): 28–34. ISSN 0001-4842. doi:10.1021/ar00097a005.
40. ↑  Zhou, Yuehui; Linden, Anthony; Heimgartner, Heinz. . Helvetica Chimica Acta. 2000, 83 (7): 1576–1598. ISSN 0018-019X. doi:10.1002/1522-2675(20000705)83:7<1576::AID-HLCA1576>3.0.CO;2-M.
41. ↑  Foster, D. G. (1955). "Selenophenol". Org. Synth.; Coll. Vol. 3: 771.
42. ↑  Krief, Alain; Derock, Michel. . Tetrahedron Letters. 2002, 43 (16): 3083–3086. ISSN 0040-4039. doi:10.1016/S0040-4039(02)00277-0.
43. ↑  Singh, Rajeeva; Kats, Lana. . Analytical Biochemistry. 1995, 232 (1): 86–91. ISSN 0003-2697. doi:10.1006/abio.1995.9956.

## 延伸阅读
- Arnér E.S.J. (2011) History of Selenium Research （页面存档备份，存于）. In: Hatfield D., Berry M., Gladyshev V. (eds) Selenium. Springer, New York, NY
- Kovalenko, M. V.; Scheele, M.; Talapin, D. V. . Science. 2009, 324 (5933): 1417–1420. ISSN 0036-8075. doi:10.1126/science.1170524.
- Burns, Robert C.; Devereux, Lesley A.; Granger, Pierre; Schrobilgen, Gary J. . Inorganic Chemistry. 1985, 24 (17): 2615–2624. ISSN 0020-1669. doi:10.1021/ic00211a008.